# Papu
|  | Aquest article tracta sobre l'ésser fantàstic amb què es fa por a les criatures. Vegeu-ne altres significats a «papus». |

El Papu o Papus és, amb l'home del sac, l'espantamainades més conegut de la mitologia catalana. És una figura present en moltes cultures que es coneix sota diferents noms: bogeyman en anglès, croque-mitaine en francès, uomo nero en italià o bicho-papão o papão en portuguès. En català també es pot conèixer com butoni o marraco.

## Orígens
Emparentat amb el Papón asturià i el Papão portuguès, comparteix el concepte de ficar-se al pap o engolir les seves víctimes sense necessitat de mastegar-les, cosa que denota que aquest ha d'estar proveït d'una gran boca i per extensió estómac. És possible que també tingui relació amb el Babau occità, un espantamainades present en algunes valls pirinenques d'Occitània.
Moltes cultures tenen espantamainades amb la rel "pu", "bu", "bo", "ba", "pa" o una combinació d'aquestes: bogeyman, puck (anglès), bogle (escocès), bòcan, púca, pooka o pookha (irlandès),pixie or piskie (còrnic), pwca, bwga or bwgan (gal·lès), boeman (neerlandès), butzemann, bögge, böggel-mann (alemany), busemann (noruec), bøhmand / bussemand (danès), puki (nòrdic antic), bubulis (letó), baubas (lituà), mumus (hongarès), bogu (eslau), buka (rus, бука), babau (ucrainès, бабай), bauk (serbocroat), bobo (polonès), bubák (txec i eslovac), torbalan (búlgar, торбалан), bebok (silesià), pampoulas (grec, Μπαμπούλας), bua (georgià, ბუა), babau (italià), baubau (romanès),papão (portuguès), babau (francès).

## Característiques
El Papu, com a manifestació antropomòrfica de la por, no té una forma definida. Tot i això sovint hom afirma lo següent en referència als papus:
- Que és un ésser antropomòrfic, és a dir, semblant a un ésser humà.
- El papu està proveït d'una boca i un aparell digestiu prou amplis per poder-se menjar un nen sencer (que no es porti bé) sense necessitat de mastegar-lo.
- Sol anar vestit de negre o almenys amb robes fosques i, a vegades, amb barrets, capes o caputxes.
- Sempre s'amaga i mai no es deixa veure directament. Només se li veuen els ulls quan està amagat en la foscor.
- Sorprenentment, es pot ficar en qualsevol cau per molt petit que aquest sigui i sortir-ne amb gran facilitat.

## Variants
En català, papu també és una paraula que se sol emprar per moltes coses que fan por a la mainada, tant reals com imaginàries. Així es pot anomenar papu per exemple als insectes, als cucs i les cuques o a la gent desconeguda i amb aspecte estrany, entre d'altres. També hom anomena així els núvols quan les mares diuen als seus fills que, en cas de portar-se malament, baixaran del cel par menjar-se'ls.
Els Papus són també els encaputxats que assisteixen a les processons de Setmana Santa o Corpus, portant llargs barrets en forma de paperina i dressats amb capes negres que els cobreixen tot el cos. A més, duen un tel que els tapa la cara i que només deixa veure els seus ulls mitjançant dos forats. Això fa que molts nens identifiquin aquestes persones amb el Papu que s'amaga dins els armaris o sota el llit per tal d'emportar-se’ls al seu cau mentre dormen, i allà menjar-se'ls.
Apareix en alguns dels capítols de la sèrie d'Els caçafantasmes, en forma de monstre que s'oculta en una altra dimensió i accedeix a l'habitació dels nens a través de l'armari.

## Festivitats
Aquesta figura mitològica catalana, el Papu, serveix també com a punt de partida d'una festivitat que se celebra cada hivern al Pirineu català i que s'inspira amb aquesta figura. Des de fa ja alguns anys, a l'estació d'esquí de Vall de Núria cada hivern se celebra la "Nit del Papu". La festivitat consisteix que un cop ja s'ha fet fosc, aquell que ho vulgui pot invocar al Papu tot baixant de nit per les pistes d'esquí de l'estació, al bell mig de la vall. I és que, tal com diu la llegenda, el Papu només surt de nit. Els organitzadors reparteixen abans entre els esquiadors la disfressa de Papu, que normalment consisteix en un llençol foradat i una petita caputxa que només deixa veure els ulls d'aquell que la porta. Per posar punt final a la festa, es fa una baixada de torxes per les pistes que acaba amb castell de focs i, finalment, es fa un sopar amb pa amb tomàquet i carn a la brasa al costat del llac.